# Іванова Марина Андріївна
Марина Андріївна Іванова (рос. Марина Андреевна Иванова; 1923—1967) — радянська художниця, член Спілки художників СРСР.

## Життєпис
Народилась у місті Тбілісі, Грузія в 1923 році.
У 1955 році закінчила Московський державний академічний художній інститут імені В. І. Сурикова, де навчалась у Д. К. Мочальського і Ф. О. Модорова.
У 1955—1956 роках викладала в Московській середній школі мистецтв, у 1958—1962 роках вела вечірні художні заняття в Московському державному академічному художньому інституті імені В. І. Сурикова.
З 1962 по 1965 роки навчалась і працювала у творчій майстерні Б. В. Йогансона при Академії мистецтв СРСР.
Мешкала в Москві, де й померла у 1967 році.

## Творча діяльність
Брала участь у художніх виставках, починаючи з 1956 року.
У 1959 році брала участь у виставці дипломних і курсових робіт студентів Рєпінського і Суриковського художніх інститутів в палаці-замку Пільніц, поблизу Дрездена, тодішня НДР. Невдовзі після відкриття виставки директор державних художніх музеїв Дрездена Макс Зейдевіц висловив бажання придбати дипломну роботу М. А. Іванової «Софія Ковалевська». Рішенням Президії Академії мистецтв СРСР картину було подаровано Дрезденському музею до 10-річчя створення НДР.
У 1963 році перебувала у тривалому творчому відрядженні в Новгородській області, результатом якої стало написання низки жанрових картин і портретів сучасників.